# الطيني (ذي السفال)

تعديل مصدري - تعديل

الطيني هي إحدى قرى عزلة بني عبد الله بمديرية ذي السفال التابعة لمحافظة إب، بلغ تعداد سكانها 104 نسمة حسب تعداد اليمن لعام 2004.